# Place André-Abbal
La place André-Abbal (en occitan : plaça Andreu Abbal) est une voie de Toulouse, chef-lieu de la région Occitanie, dans le Midi de la France.

## Situation et accès

### Description
La place André-Abbal se situe au cœur du quartier de Reynerie, dans le secteur 6 - Ouest.
Elle forme une vaste place, de forme irrégulière et d'environ 10000 m². Elle se trouve au cœur du quartier de Reynerie et elle est bordée par plusieurs immeubles construits entre 1970 et 1977, durant la phase d'aménagement du nouveau quartier du Mirail, et des résidences plus récentes, construites depuis les années 2010, qui correspondent aux opérations de rénovation urbaine. À l'ouest de la place se trouve le lac de Reynerie, creusé entre 1970 et 1974.
La place est entièrement piétonne et réservée aux circulations douces. Elle est bordée sur deux côtés par plusieurs voies dévolues à la circulation automobile : 
- l'avenue Winston-Churchill, au sud, dont la chaussée compte une seule voie de circulation automobile en sens unique, de la rue de Kyiv vers le cheminement Christophe-Gluck ;
- l'allée André-Maginot, à l'est, dont la chaussée compte une seule voie de circulation automobile en sens unique, de la rue de Kyiv vers la rue Germaine-Peyroles.

Elles sont toutes les deux définies comme une zone 30 et la vitesse y est limitée à 30 km/h. Le long de ces voies, il n'existe pas de bandes, ni de pistes cyclables, quoiqu'elles soient toutes les deux à double-sens cyclable.

### Voies rencontrées
La place André-Abbal rencontre les voies suivantes, dans l'ordre des numéros croissants :
1. Avenue Winston-Churchill
2. Rue de Kyiv
3. Allée André-Maginot
4. Allée Simone-Ségouin
5. Impasse de l'Abbé-Joseph-Salvat

### Transports
C'est sur la place André-Abbal que se trouve l'entrée de la station Reynerie, sur la ligne de métro . Plus loin, l'avenue de Tabar et l'avenue de Reynerie sont parcourues et desservies par la ligne de bus 14.
Il n'existe pas de station de vélos en libre-service VélôToulouse à proximité immédiate de la place André-Abbal. La station la plus proche est la station no 220 (3 rue de l'Université).

## Odonymie
En 1976, la place centrale du nouveau quartier de Reynerie reçoit le nom d'André Abbal (1876-1953) : fils et petit-fils de tailleurs de pierre, il se consacre à la sculpture. Il étudie à l'École des beaux-arts de Toulouse, puis à l'École nationale des Beaux-Arts de Paris, où il suit les cours à l'atelier d'un autre Toulousain, Alexandre Falguière. Il s'installe à Carbonne, où se trouve depuis 1972 un musée-jardin qui lui est consacré.

## Histoire
La place est aménagée entre 1974 et 1976 sur la dalle du quartier de Reynerie, dont elle constitue le cœur.

## Patrimoine et lieux d'intérêt

### Immeubles
- no  1-10 : centre commercial de Reynerie. 
Le centre commercial est réalisé entre 1970 et 1973, sur les plans de l'équipe des architectes Georges Candilis, Alexis Josic et Shadrach Woods. Il compte à l'origine, un supermarché, une vingtaine de magasins et un café-restaurant. La dalle est également occupée par un certain nombre de services, comme le centre d'animation de Reynerie et l'Atelier B. Le bâtiment se compose par la juxtaposition de modules carrés en poteaux et poutres de béton, avec remplissage de briques. Le jeu de variations des hauteurs permet de donner du relief à l'ensemble, mais favorise aussi l'entrée de la lumière avec la mise en place d'impostes vitrées[2].

- no  15 : résidence Les Balcons du Lac.
La résidence des Balcons du Lac est construite entre 2015 et 2016 pour le compte du Groupe des Chalets. Elle s'inscrit dans le cadre du projet de renouvellement urbain du quartier de Reynerie et, particulièrement, du réaménagement du secteur de la place André-Abbal. Le bâtiment est délimité par la place André-Abbal, l'allée Simone-Ségouin, la rue Germaine-Peyroles et l'allée André-Maginot. Le rez-de-chaussée est occupé par un certain nombre de commerces et de services, parmi lesquels une ludothèque, un point d'accueil de la Caisse d'allocations familiales et le siège de la mission locale. L'ensemble compte 82 logements[3]

- no  9-17 avenue Winston-Churchill : résidences Soleil et Hélios. 
La résidence Soleil I (ou Soleil) et la résidence Soleil II (ou Hélios) sont construites entre 1974 et 1977 pour le compte de la société civile immobilière Résidence du Soleil, représentée par le promoteur Max Guibert, sur les plans de l'atelier des architectes et ingénieurs associés (3A), représenté dans cette opération par les architectes Fabien Castaing, Pierre Viatgé et Alex Labat. Les deux résidences comptent 175 logements, mais aussi des bureaux, des commerces et un parking[4].

### Pigeonnier des Fontaines
Le pigeonnier est construit dans la deuxième moitié du XVIIIe siècle sur le domaine agricole du château des Fontaines. Il repose sur quatre arcades bouchées postérieurement. Les niveaux sont séparés par des cordons de brique. Le 2e étage est percé de fenêtres d'envol des pigeons. Il est couvert par un toit en pavillon, à quatre pans, de tuiles plates.
En 2013, le pigeonnier est rénové et accueille à nouveau des pigeons. Cette action, menée par la mairie de Toulouse, vise à la régulation des populations de pigeons.